# Sharashka

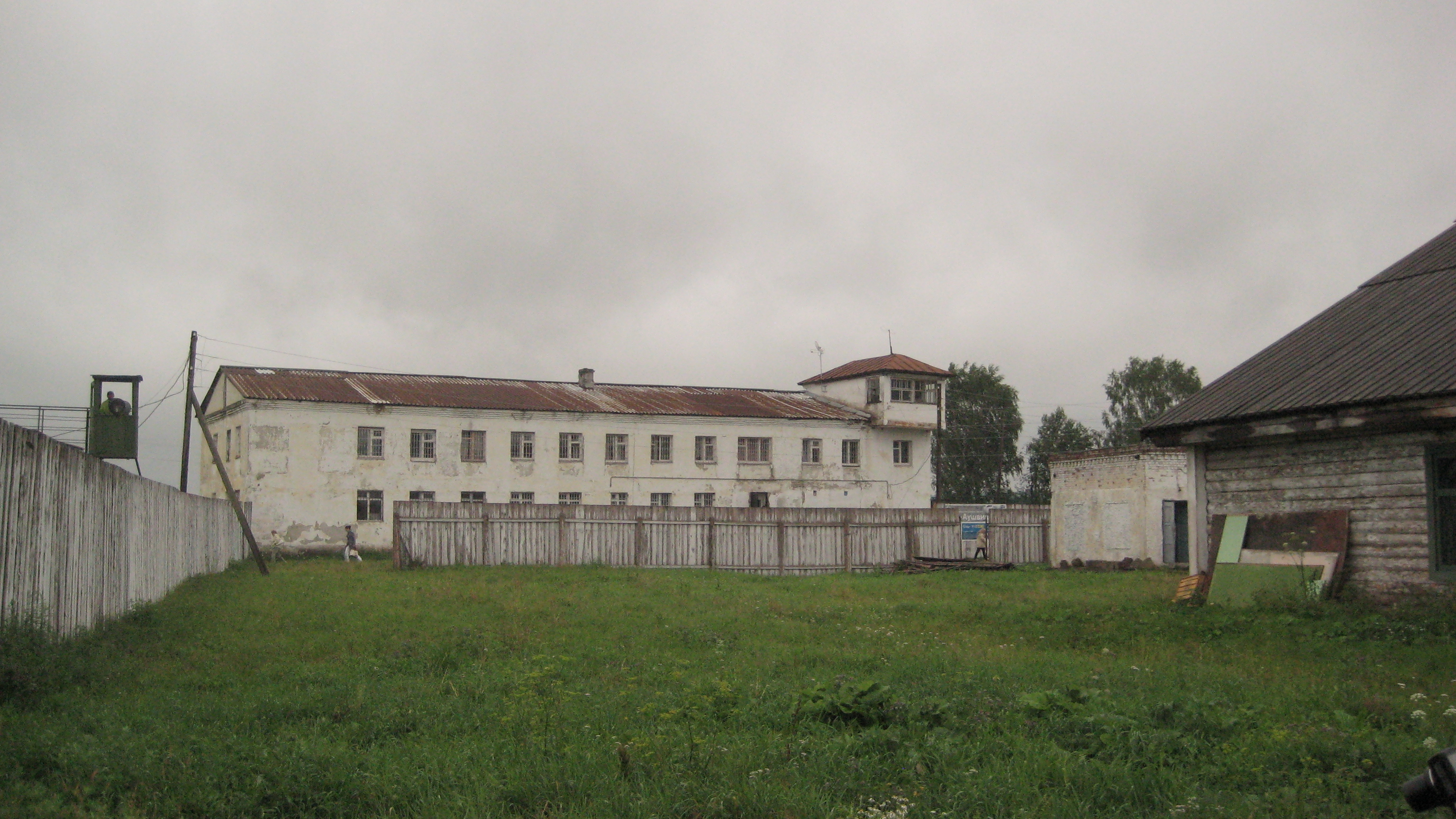
Campo de trabajo Perm-36

Una Sharashka (en plural sharashki, en ruso: шара́шка AFI: [ʂʌˈraʂkə]) era el nombre informal de los laboratorios secretos soviéticos, pertenecientes al sistema del Gulag. Su primer nombre fue de «Oficinas Especiales de Construcción» antes de que fuesen integrados en el «Cuarto Departamento Especial» del NKVD. Un millar de científicos, ingenieros y técnicos trabajaban en ellos de manera forzosa, entre ellos el premio Nobel de Literatura Aleksandr Solzhenitsyn y el célebre ingeniero aeronáutico Andréi Túpolev.

## Historia
En 1930, Leonid Ramzín y otros ingenieros condenados a prisión durante las purgas de Stalin, fueron agrupados en una oficina de diseño especial bajo la dirección de la GPU, que era por entonces la policía secreta soviética.
En 1938, Lavrenti Beria, alto funcionario del NKVD, creó el Departamento de Oficinas Especiales de Diseño de la NKVD URSS (Отдел особых конструкторских бюро НКВД СССР). En 1939, la unidad pasó a llamarse Oficina Técnica Especial de la NKVD URSS (Особое техническое бюро НКВД СССР) y se colocó bajo la dirección del General Valentín Krávchenko y la supervisión inmediata del propio Lavrenti Beria. En 1941 recibió un nombre secreto: 4º Departamento Especial de la NKVD URSS (4-й спецотдел НКВД СССР).
En 1949, el alcance de las sharashki aumentó significativamente. Anteriormente, el trabajo realizado allí era de carácter militar y de defensa. La orden MVD n.º 001020 del 9 de noviembre de 1949 decretó la instalación de "oficinas técnicas y de diseño especiales" para una amplia variedad de tareas de investigación y desarrollo "civiles", particularmente en las "áreas remotas de la Unión Soviética".
El 4° Departamento Especial se disolvió en 1953, cuando poco después de la muerte de Stalin, Nikita Jrushchov arrestó a Beria por espionaje y lo ejecutó.

## Reclusos notables en las Sharashki
- Aleksandr Solzhenitsyn, escritor. Su novela El primer círculo es una narración vívida de la vida en la sharashka de Márfino.
- Lev Kópelev, escritor, otro interno de Márfino.
- Serguéi Koroliov, diseñador de aviones y cohetes, más tarde diseñador jefe del programa espacial soviético.
- Valentín Glushkó, diseñador jefe de motores cohete.
- Andréi Túpolev, diseñador principal de los aviones Tu y ANT.
- Vladímir Petliakov, diseñador principal de los aviones Pe y VI (Avión Petlyakov).
- Vladímir Miasíshchev, diseñador de aviones.
- Leonid Kerber, diseñador de equipos de radio para aviones.
- Robert Lúdvigovich Bartini (o Roberto Oros di Bartini) diseñador y científico aeronáutico.
- Helmut Gröttrup, científico de cohetes alemán del laboratorio de Peenemünde. (Su líder, Wernher von Braun fue captado por los Estados Unidos).
- Nikolái Polikárpov, diseñador de aviones (arrestado por un breve período).
- Léon Theremin, pionero de la música electrónica, inventor del theremín y de un dispositivo de escucha pasivo.
- Nikolái Timoféiev-Resovski, genetista y radiobiólogo (Su biografía en genetics.org).
- Leonid Ramzín, inventor de la caldera de flujo directo (Su biografía en ruso).
- Yuri Kondratiuk, pionero de la astronáutica y del vuelo espacial. Ideó el sistema de asistencia gravitatoria.
- Gueorgui Zhiritski, ingeniero mecánico especialista en turbinas y motores cohete.